# Seich
Seich é uma comuna francesa na região administrativa de Occitânia, no departamento dos Altos Pirenéus. Estende-se por uma área de 7,17 km². Em 2010 a comuna tinha 90 habitantes (densidade: 12,6 hab./km²).